# Lovers (Dufresne)
Lovers è il secondo album della band screamo vicentina Dufresne. È stato pubblicato nel 2008.

## Tracce
1. The Great Position – 2:58
2. Alibi Party – 3:54
3. Caffeine – 4:14
4. Il Grande Freddo – 3:38
5. We Are Equally Damaged – 3:21
6. O'er – 5:15
7. Life You Want – 3:47
8. Weddell – 3:07
9. Mina – 3:04
10. Oltre La Pioggia – 3:56
11. Human After All – 3:44
12. Relationsheep – 3:55

## Formazione
- Nicola Cerantola - voce
- Matteo Tabacco - basso, seconda voce
- Luca Dal Lago - chitarra
- Alessandro Costa - tastiera
- Davide Zenorini - batteria